# Україна (журнал)

## Україна (журнал, Київ 1907)

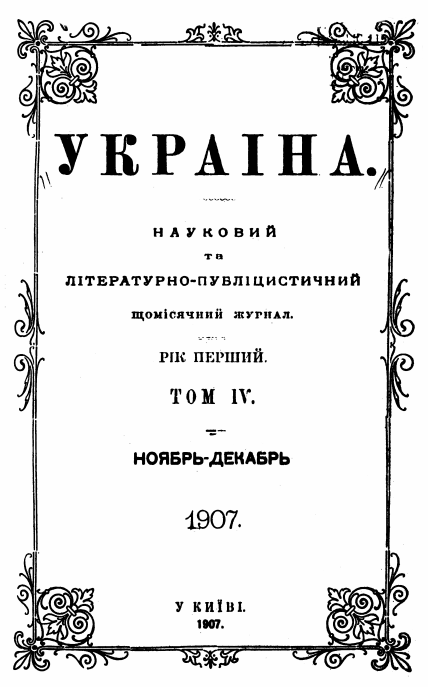
Обкладинка журналу «Україна» з 1907 р.

«Україна» — історичний-етнографічний і літературно-публіцистичний місячник, виходив у Києві з 1907 року як продовження «Киевской Старины»; редактор Володимир Науменко. Журнал мав багатий відділ рецензій і бібліографії.
Перший номер наукового та літературно-публіцистичного щомісячного журналу «Україна» вийшов друком в січні 1907 року. Видання позиціювалося як журнал демократично настроєної інтелігенції, орієнтованої на духовне відродження української нації.
«Україна» самоліквідувалася у зв'язку з появою «Записок Українського Наукового Товариства»

## Україна (тижневик, Чернівці 1913)
«Україна» — тижневик, виходив у Чернівцях 1913 — 14 за редакцією З. Кузелі, орган групи С.Смаль-Стоцького, що стояла в опозиції до політики М. Василька і його прихильників.

## Україна (журнал, Київ 1914-1930-ті)
«Україна» — науковий журнал українознавства, виходив у Києві в 1914 — 30 pp. (з перервами 1915 — 16, 1919 — 23), за редакцією М. Грушевського у 2 вид.: 1914 — 18 як орган Українського Наукового Товариства в Києві, 1924 — 30 — орган історичної секції Української Академії Наук. Всього вийшло 43 частини (10 у 1914 — 18, 33 у 1924 — 30); тримісячник у 1914 — 24 роках і двомісячник з 1925.
Журнал мав такі відділи: статті й розвідки з історії, археології, економіки, фольклору, етнографії, мови, літератури, мистецтва, краєзнавства України; матеріали і документи з короткими коментарями (спогади, листування недруковані літературні твори) з громадського і культурного життя XIX та початку XX століття; критика та бібліографія, наукова хроніка, некрологи. Деякі випуски «України» були присвячені окремим визначним культурним діячам (Т. Шевченкові, М. Костомарову, П. Кулішеві, М. Максимовичеві, І. Франкові, О. Лазаревському, М. Драгоманову, В. Антоновичеві, П. Тутковському), важливим подіям з історії України (Коліївщина, Кирило-Методіївське Братство, Східно-Европейська Революція 1905, століття грудневого повстання), крайовим околицям (Буковина, галицько-українські взаємини тощо).
Серед співробітників «України» до 1918 були: М. Василенко, М. Возняк, О. Грушевський, В. Дорошенко, І. Каманін, О. Левицький, К. Михальчук (відповідальний ред. 1914), М. Мочульський, Є. Онацький, В. Перетц та неукраїнці: Г. Ілінський, Ф. Корш, О. Шахматов; у 1924 — 1930 роках: Д. Багалій, М. Василенко, М. Возняк, О. Гермайзе, О. Грушевський, В. Житецький, П. Клепатський, К. Копержинський, І. Крип'якевич, М. Макаренко, В. Міяковський, М. Мочульський, В. Новицький, О. Новицький, М. Петровський, В. Перетц, В. Романовський, О. Рябінін-Скляревський, Ф. Савченко, О. Синявський, К. Студинський, М. Ткаченко, П. Тутковський, В. Щербина, В. Юркевич.
У 1927—1930 роках при часописі «Україна» діяв бібліографічний комітет. Керівник – О. Гермайзе, члени – М. Карачківський, К. Копержинський, М. Марковський та Ф. Савченко. Друкував бібліографічні огляди з українознавства.
«Україна» появлялася у важких цензурних обставинах, переборюючи труднощі у змаганні за об'єктивне насвітлення минулого України. Поряд «Київської старини» та «Літературно Наукового Вісника» — «Україна» один з найцінніших журналів українознавства, солідне джерело до вивчення українознавчих дисциплін, особливо національно-культурних процесів ХІХ століття. Наприкінці 1930 року «Україна» змушена була припинити своє існування, останнє число (44) було вже видруковане, але у світ не вийшло. Натомість партійне керівництво ВУАН почало видавати під тією ж назвою «Україна» (за редакцією П. Шурана) журнал цілком іншого ідеологічного характеру, метою якого була боротьба проти національної укрвїнської історіографії і зокрема проти «школи М. Грушевського». 1932 року вийшло 2 випуски нового журналу (ч. 1 — 2 і 3) з гостро-критичними статтями проти М. Грушевського й М. Василенка. На цьому журнал перестав існувати.

## Україна (тижневик, УНР 1919—1920)
«Україна», щоденник, офіційний орган Штабу Дійової Армії УНР, виходив 1919 — 20 в Умані, Вінниці; Проскурові, Кам'янці Подільському, Станиславові й Коломиї.

## Україна (журнал, Київ 1941—)

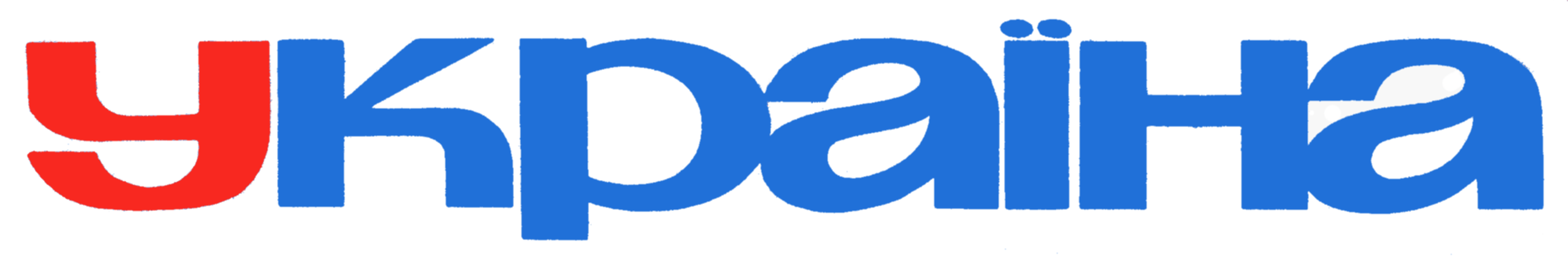
Логотип журналу «Україна» 1960-их років.

«Україна», популярний громадсько-політичний і літературно-мистецький ілюстрований тижневик (до червня 1963 двотижневик), виходить у Києві з травня 1941. До публіцистично-художнього видання залучені такі яскраві постаті української еліти, як Олександр Довженко, Василь Касіян, Павло Тичина, Михайло Мануїльський, Михайло Дерегус, Максим Рильський, Євген Патон, Юрій Смолич, Олександр Палладін тощо. З повоєнних 1940-х й до кінця перебудовчих 1980-х журнал — одне із найпопулярніших вітчизняних видань.
З 1974 року як додаток до «України» видається англомовний квартальник, з 1978 року — місячник «Ukraine». В обох виданнях статті, літературні твори, інформації в дусі радянської пропаганди про досягнення УРСР і СРСР у наукової, культурної, мистецької, спортової та інших галузях. Англомовна «Ukraine» містить переклади українських авторів. Журнал розрахований головне на молодого читача. Головними редакторами журналу працювали Прикордонний Дмитро Максимович (1941), Смолич Юрій Корнійович (1943—1950), Полторацький Олексій Іванович (1950—1952), Цюпа Іван Антонович (1952—195.3), Стативка Іван Федорович (на 1956), Копиця Давид Демидович, Большак Василь Григорович (1962—1972), Подолян Микола Петрович (1972—1984, з 1974 для обох виданнях), Михайленко Анатолій (1984—1993), Климчук Олександр (1993—1997), Пересунько Юрій (з 1998). Редактор англомовного — Анатолій Біленко. Початковий наклад 50 000, 1980 — 230 000.
З кінця 1980-х та до початку 1990-х наклад журналу сягав 900 тисяч примірників. Але, як це не парадоксально, саме із здобуттям державної незалежності настав різкий спад розвитку «України» — аж до фактичного її зникнення як періодичного видання. Часопис опинився за бортом будь-яких бюджетів. Як наслідок — скажімо, 1997 року вийшов лише один журнал.
Переломним для журналу був 1998 рік, коли було забезпечено його щомісячний вихід.
В січні 2004 року в житті часопису розпочався новий етап. Журнал «Україна» з'явився у сучасному вигляді — змінилися формат, дизайн, структура, тематичне наповнення.

## Україна (журнал, Париж 1949—1953)

Українознавчий збірник «Україна», Париж, 1951

«Україна», неперіодичні збірники українознавства, котрі виходили в Парижі з 1947 року під назвою «Соборна Україна» (4 числа) і між роками 1949—1953 (10 чисел) під назвою «Україна», за редакцією Ілля Борщака (за фінансовою допомогою архієпископа Івана Бучка).
У збірників переважали статті, присвячені історичній тематиці, зокрема історія французько-українських взаємин (серед іншими, нариси «Україна в Парижі» І. Борщака, ювілейні біографії і біографічно-наукові некрологи французьких і українських культурних діячів, «Орликіяна» тощо), документи і забуті сторінки, цінна бібліографія і спогади (Є. Бачинського, Бориса Крупницького, Домета Олянчина, Наталії Дмитрівної Полонської, Юрія Тищенка).